# Zapasy na Letnich Igrzyskach Olimpijskich 1988 – kategoria do 82 kg w stylu wolnym
Zmagania mężczyzn do 82 kg to jedna z dziesięciu męskich konkurencji w zapasach w stylu wolnym rozgrywanych podczas Letnich Igrzysk Olimpijskich 1988. Pojedynki w tej kategorii wagowej odbyły się w dniach 29 – 1 października.

## Klasyfikacja[1]
| Pozycja | Nazwisko                     | Kraj              |
| ------- | ---------------------------- | ----------------- |
| 1       | Han Myeong-u                 | Korea Południowa  |
| 2       | Necmi Gençalp                | Turcja            |
| 3       | Jozef Lohyňa                 | Czechosłowacja    |
| 4       | Aleksandr Tambowcew          | ZSRR              |
| 5       | Puncagijn Süchbat            | Mongolia          |
| 6       | Mark Schultz                 | Stany Zjednoczone |
| 7       | Atsushi Itō                  | Japonia           |
| 8       | Hans Gstöttner               | NRD               |
| 9       | Victor Kodei                 | Nigeria           |
| 9       | Čedo Nikolovski              | Jugosławia        |
| 11      | Ahmad Afghan                 | Iran              |
| 11      | Jouni Ilomäki                | Finlandia         |
| 13      | Mohamed Zayar                | Syria             |
| 13      | Christopher Rinke            | Kanada            |
| 15      | Daniel Iglesias              | Argentyna         |
| 15      | Andrzej Radomski             | Polska            |
| 17      | Reiner Trik                  | RFN               |
| 17      | Chi Man-hsien                | Chińskie Tajpej   |
| 19      | Mustafa Abd al-Haris Ramadan | Egipt             |
| 19      | Martin Doyle                 | Wielka Brytania   |
| 21      | Aleksandyr Nanew             | Bułgaria          |
| 21      | Francisco Iglesias           | Hiszpania         |
| 23      | Oumar N’Gom                  | Senegal           |
| 24      | Matarr Jarju                 | Gambia            |
| 24      | Pierre-Didier Jollien        | Szwajcaria        |
| 24      | László Dvorák                | Węgry             |
| 24      | Mohammed Jabouri             | Irak              |
| 24      | Ubaldo Rodríguez             | Portoryko         |
| 29      | Barthelémy N'To              | Kamerun           |

## Zasady
Uczestnicy zostali podzieleni na dwie grupy. Zawodnik który przegrał dwie walki odpadł z dalszej rywalizacji.
- TF — Łopatki
- SP — Przewaga (12-14 punktów różnicy, pokonany zdobył punkty)
- SO — Przewaga (12-14 punktów różnicy, pokonany bez punktów)
- ST — Przewaga (15 punktów różnicy, przewaga techniczna)
- PP — Na punkty (Pokonany zdobył punkty)
- PO — Na punkty (Pokonany bez punktów)
- P1 — Pasywność (Przy prowadzeniu różnicą 1-11 punktów)
- PA — Kontuzja
- DNA  — Zawodnik nie przystąpił do walki

## Wyniki

### Rundy eliminacyjne

#### Grupa A
| Liczba porażek | Zawodnik                     | Wynik     | Czas/Punkty | Zawodnik                     | Liczba porażek |         |
| Runda 1        | Runda 1                      | Runda 1   | Runda 1     | Runda 1                      | Runda 1        | Runda 1 |
| -------------- | ---------------------------- | --------- | ----------- | ---------------------------- | -------------- | ------- |
| 1              | Barthelémy N'To              | 0-4 TF    | 2:28        | Ahmad Afghan                 | 0              |         |
| 0              | Han Myeong-u                 | 3-1 PP    | 6-2         | Christopher Rinke            | 1              |         |
| 0              | Jozef Lohyňa                 | 4-0 ST    | 15-0        | Pierre-Didier Jollien        | 1              |         |
| 1              | Matarr Jarju                 | 0-4 TF    | 3:24        | Daniel Iglesias              | 0              |         |
| 0              | Atsushi Itō                  | 3-0 PO    | 4-0         | Mustafa Abd al-Haris Ramadan | 1              |         |
| 0              | Chi Man-hsien                | 4-0 TF    | 4:19        | Čedo Nikolovski              | 1              |         |
| 0              | Puncagijn Süchbat            | 4-0 ST    | 15-0        | Oumar N’Gom                  | 1              |         |
| 0              | Francisco Iglesias           |           |             | Bez walki                    |                |         |
| Runda 2        |                              |           |             |                              |                |         |
| 1              | Francisco Iglesias           | 0-4 ST    | 0-15        | Ahmad Afghan                 | 0              |         |
| 0              | Han Myeong-u                 | 3-1 PP    | 2-1         | Jozef Lohyňa                 | 1              |         |
| 1              | Christopher Rinke            | 3-0 PO    | 10-0        | Pierre-Didier Jollien        | 2              |         |
| 2              | Matarr Jarju                 | 0-4 TF    | 1:35        | Atsushi Itō                  | 0              |         |
| 1              | Daniel Iglesias              | 1-3 PP    | 5-10        | Mustafa Abd al-Haris Ramadan | 1              |         |
| 1              | Chi Man-hsien                | .5-3.5 SP | 3-16        | Puncagijn Süchbat            | 0              |         |
| 1              | Čedo Nikolovski              | 3-1 PP    | 6-1         | Oumar N’Gom                  | 2              |         |
| 1              | Barthelémy N'To              | DNA       |             |                              |                |         |
| Runda 3        |                              |           |             |                              |                |         |
| 2              | Francisco Iglesias           | 0-3.5 SO  | 0-13        | Han Myeong-u                 | 0              |         |
| 1              | Ahmad Afghan                 | 1-3 PP    | 6-7         | Christopher Rinke            | 1              |         |
| 1              | Jozef Lohyňa                 | 4-0 TF    | 0:35        | Daniel Iglesias              | 2              |         |
| 0              | Atsushi Itō                  | 4-0 TF    | 1:37        | Chi Man-hsien                | 2              |         |
| 2              | Mustafa Abd al-Haris Ramadan | 1-3 PP    | 4-6         | Čedo Nikolovski              | 1              |         |
| 0              | Puncagijn Süchbat            |           |             | Bez walki                    |                |         |
| Runda 4        |                              |           |             |                              |                |         |
| 0              | Puncagijn Süchbat            | 4-0 ST    | 15-0        | Ahmad Afghan                 | 2              |         |
| 0              | Han Myeong-u                 | 3-0 PO    | 6-0         | Atsushi Itō                  | 1              |         |
| 2              | Christopher Rinke            | 0-3 PO    | 0-10        | Jozef Lohyňa                 | 1              |         |
| 1              | Čedo Nikolovski              |           |             | Bez walki                    |                |         |
| Runda 5        |                              |           |             |                              |                |         |
| 2              | Čedo Nikolovski              | 0-3 PO    | 0-10        | Han Myeong-u                 | 0              |         |
| 1              | Puncagijn Süchbat            | 0-3 PO    | 0-11        | Jozef Lohyňa                 | 1              |         |
| 1              | Atsushi Itō                  |           |             | Bez walki                    |                |         |
| Runda 6        |                              |           |             |                              |                |         |
| 2              | Atsushi Itō                  | .5-3.5 SP | 1-14        | Jozef Lohyňa                 | 1              |         |
| 2              | Puncagijn Süchbat            | 1-3 PP    | 4-5         | Han Myeong-u                 | 0              |         |

#### Klasyfikacja
| Zawodnik                     | Przegrane | Runda | Punkty |
| ---------------------------- | --------- | ----- | ------ |
| Han Myeong-u                 | 0         | -     | 18.5   |
| Jozef Lohyňa                 | 1         | -     | 18.5   |
| Puncagijn Süchbat            | 2         | 6     | 12.5   |
| Atsushi Itō                  | 2         | 6     | 11.5   |
| Čedo Nikolovski              | 2         | 5     | 6      |
| Ahmad Afghan                 | 2         | 4     | 9      |
| Christopher Rinke            | 2         | 4     | 7      |
| Daniel Iglesias              | 2         | 3     | 5      |
| Chi Man-hsien                | 2         | 3     | 4.5    |
| Mustafa Abd al-Haris Ramadan | 2         | 3     | 4      |
| Francisco Iglesias           | 2         | 3     | 0      |
| Oumar N’Gom                  | 2         | 2     | 1      |
| Matarr Jarju                 | 2         | 2     | 0      |
| Pierre-Didier Jollien        | 2         | 2     | 0      |
| Barthelémy N'To              | 1         | 1     | 0      |

#### Grupa B
| Liczba porażek | Zawodnik            | Wynik    | Czas/Punkty | Zawodnik            | Liczba porażek |         |
| Runda 1        | Runda 1             | Runda 1  | Runda 1     | Runda 1             | Runda 1        | Runda 1 |
| -------------- | ------------------- | -------- | ----------- | ------------------- | -------------- | ------- |
| 1              | Ubaldo Rodríguez    | 0-3 PO   | 0-11        | Mohamed Zayar       | 0              |         |
| 0              | Victor Kodei        | 3-1 PP   | 15-9        | Martin Doyle        | 1              |         |
| 1              | Aleksandyr Nanew    | 0-3 PO   | 0-4         | Mark Schultz        | 0              |         |
| 1              | Andrzej Radomski    | 1-3 PP   | 9-12        | Reiner Trik         | 0              |         |
| 1              | László Dvorák       | 0-4 TF   | 1:44        | Necmi Gençalp       | 0              |         |
| 0              | Hans Gstöttner      | 4-0 ST   | 15-0        | Mohammed Jabouri    | 1              |         |
| 0              | Aleksandr Tambowcew | 3-0 PO   | 3-0         | Jouni Ilomäki       | 1              |         |
| Runda 2        |                     |          |             |                     |                |         |
| 2              | Ubaldo Rodríguez    | 0-4 TF   | 1:53        | Victor Kodei        | 0              |         |
| 0              | Mohamed Zayar       | 3-1 PP   | 6-1         | Martin Doyle        | 2              |         |
| 2              | Aleksandyr Nanew    | 1-3 PP   | 1-4         | Andrzej Radomski    | 1              |         |
| 0              | Mark Schultz        | 4-0 ST   | 16-1        | Reiner Trik         | 1              |         |
| 2              | László Dvorák       | 0-3 PO   | 0-4         | Hans Gstöttner      | 0              |         |
| 0              | Necmi Gençalp       | 3-1 PP   | 5-4         | Aleksandr Tambowcew | 1              |         |
| 2              | Mohammed Jabouri    | 0-3 PO   | 0-7         | Jouni Ilomäki       | 1              |         |
| Runda 3        |                     |          |             |                     |                |         |
| 1              | Mohamed Zayar       | 1-3 PP   | 1-7         | Victor Kodei        | 0              |         |
| 0              | Mark Schultz        | 3-1 PP   | 8-1         | Andrzej Radomski    | 2              |         |
| 2              | Reiner Trik         | 0-3 PO   | 0-8         | Necmi Gençalp       | 0              |         |
| 1              | Hans Gstöttner      | 1-3 PP   | 4-7         | Aleksandr Tambowcew | 1              |         |
| 1              | Jouni Ilomäki       |          |             | Bez walki           |                |         |
| Runda 4        |                     |          |             |                     |                |         |
| 1              | Jouni Ilomäki       | 3-0 P1   | 5:08        | Mohamed Zayar       | 2              |         |
| 1              | Victor Kodei        | 0-4 TF   | 1:41        | Mark Schultz        | 0              |         |
| 1              | Necmi Gençalp       | 1-3 PP   | 6-8         | Hans Gstöttner      | 1              |         |
| 1              | Aleksandr Tambowcew |          |             | Bez walki           |                |         |
| Runda 5        |                     |          |             |                     |                |         |
| 1              | Aleksandr Tambowcew | 4-0 TF   | 2:40        | Victor Kodei        | 2              |         |
| 2              | Jouni Ilomäki       | 1-3 PP   | 1-2         | Necmi Gençalp       | 1              |         |
| 0              | Mark Schultz        | 4-0 TF   | 2:02        | Hans Gstöttner      | 2              |         |
| Runda 6        |                     |          |             |                     |                |         |
| 1              | Aleksandr Tambowcew | 3-1 PP   | 7-3         | Mark Schultz        | 1              |         |
| 1              | Necmi Gençalp       |          |             | Bez walki           |                |         |
| Runda 7        |                     |          |             |                     |                |         |
| 1              | Necmi Gençalp       | 3.5-0 SO | 14-0        | Mark Schultz        | 2              |         |
| 1              | Aleksandr Tambowcew |          |             | Bez walki           |                |         |

#### Klasyfikacja
| Zawodnik            | Przegrane | Runda | Punkty |
| ------------------- | --------- | ----- | ------ |
| Necmi Gençalp       | 1         | -     | 17.5   |
| Aleksandr Tambowcew | 1         | -     | 14     |
| Mark Schultz        | 2         | 7     | 19     |
| Hans Gstöttner      | 2         | 5     | 11     |
| Victor Kodei        | 2         | 5     | 10     |
| Jouni Ilomäki       | 2         | 5     | 7      |
| Mohamed Zayar       | 2         | 4     | 7      |
| Andrzej Radomski    | 2         | 3     | 5      |
| Reiner Trik         | 2         | 3     | 3      |
| Martin Doyle        | 2         | 2     | 2      |
| Aleksandyr Nanew    | 2         | 2     | 1      |
| László Dvorák       | 2         | 2     | 0      |
| Mohammed Jabouri    | 2         | 2     | 0      |
| Ubaldo Rodríguez    | 2         | 2     | 0      |

### Runda finałowa[15]
| Zawodnik                  | Wynik                 | Czas/Punkty           | Zawodnik              |                       |
| Pojedynek o 7 miejsce     | Pojedynek o 7 miejsce | Pojedynek o 7 miejsce | Pojedynek o 7 miejsce | Pojedynek o 7 miejsce |
| ------------------------- | --------------------- | --------------------- | --------------------- | --------------------- |
| Atsushi Itō               | 3-1 PP                | 5-4                   | Hans Gstöttner        |                       |
| Pojedynek o 5 miejsce     |                       |                       |                       |                       |
| Puncagijn Süchbat         | 4-0 PA                |                       | Mark Schultz          |                       |
| Pojedynek o brązowy medal |                       |                       |                       |                       |
| Jozef Lohyňa              | 3-0 P1                | 7:54                  | Aleksandr Tambowcew   |                       |
| Finał                     |                       |                       |                       |                       |
| Han Myeong-u              | 3-0 PO                | 4-0                   | Necmi Gençalp         |                       |